# Breaking the Code (dramma)
Breaking the Code è un'opera teatrale scritta da Hugh Whitemore nel 1986, basata sul libro Alan Turing. Una biografia, che racconta della vita del famoso matematico e crittografo Alan Turing, in particolare il periodo che lui passò come crittonalista in Inghilterra contro i Tedeschi durante la seconda guerra mondiale.
Da questa opera è stato prodotto anche l'omonimo film.
La prima rappresentazione di Breaking the code nei dintorni di Londra fu presentata a Guilford il 15 settembre 1986 e successivamente al Theatre Royal nel quartiere Haymarket a Londra nel 21 ottobre 1986. La prima newyorchese ebbe luogo a Broadway al Neil Simon Theatre il 15 novembre 1987. Derek Jacobi interpretò Alan Turing sia nelle rappresentazioni londinesi che in quelle americane. La prima nazionale italiana ha avuto luogo a Genova al Teatro Stabile (Teatro Duse) il 2 Novembre 2006, in una versione tradotta e diretta da Luca Giberti, con Jurij Ferrini nel ruolo di Alan Turing.

## Personaggi in ordine di apparizione
- Mick Ross: è il detective incaricato di indagare sul furto denunciato da Alan Turing;
- Alan Turing: è il protagonista dell'opera, famoso matematico e crittografo;
- Christopher Morcom: è un amico d'infanzia di Alan Turing;
- Sara Turing: è la madre di Alan Turing;
- Ron Miller: è un uomo che Alan Turing frequentò;
- John Smith: è un agente dell'Intelligence;
- Pat Green: è una collega di Alan Turing;
- Nikos: è un uomo greco che Alan frequentò.

## Trama
L'opera si apre con l'ufficiale Ron Miller mentre interroga Alan Turing a causa del furto che quest'ultimo ha denunciato. Tramite domande ben precise l'ufficiale mette in difficoltà il matematico, che in realtà era stato derubato dal suo compagno, ma, essendo l'omosessualità non tollerata dal governo inglese in quegli anni, non vuole rivelare la verità completa. Da questo interrogatorio hanno origine diversi flashback riguardo alla vita di Alan Turing, in modo particolare riguardo al periodo durante il quale il crittografo si dedicò a cercare di decriptare i messaggi codificati con la macchina Enigma, in possesso dell'esercito tedesco. Enigma aveva infatti un sistema molto innovativo per codificare i messaggi: era composto da tre rotori comunicanti tra loro, i quali ruotavano di una lettera in momenti diversi: il primo ruotava ogni volta che veniva digitato un tasto, il secondo ruotava ogni volta che il primo compiva un giro e il terzo ruotava di una lettera ogni volta che il secondo compiva un giro. In questo modo le combinazioni possibili per i crittonalisti aumentavano esponenzialmente rispetto al classico codice di Vigenere. Inoltre non era richiesta alcuna chiave, quindi si ritenevano i messaggi criptati da Enigma praticamente inviolabili. O almeno questo era ciò di cui erano convinti tutti fino a quando Alan Turing non diede un importante contributo per l'invenzione del computer – il quale velocizzò i calcoli – e le sue teorie illuminanti. 
Però l'ingegno del matematico non fu sufficiente a salvarlo dalla giustizia inglese, infatti dopo un processo fu condannato ad assumere ormoni femminili che avrebbero soppresso la sua tendenza omosessuale. A causa del duro trattamento a cui fu sottoposto, Alan Turing si suicidò, mangiando una mela avvelenata.

## Opere derivate
Il regista Herbert Wise si ispirò all'opera teatrale per produrre un film omonimo nel 1996, con Derek Jacobi come interprete del protagonista Alan Turing.